# Brasiliomyces trini
Brasiliomyces trini är en svampart som först beskrevs av Harkn., och fick sitt nu gällande namn av R.Y. Zheng 1984. Brasiliomyces trini ingår i släktet Brasiliomyces och familjen Erysiphaceae.   Inga underarter finns listade i Catalogue of Life.